# Бельско

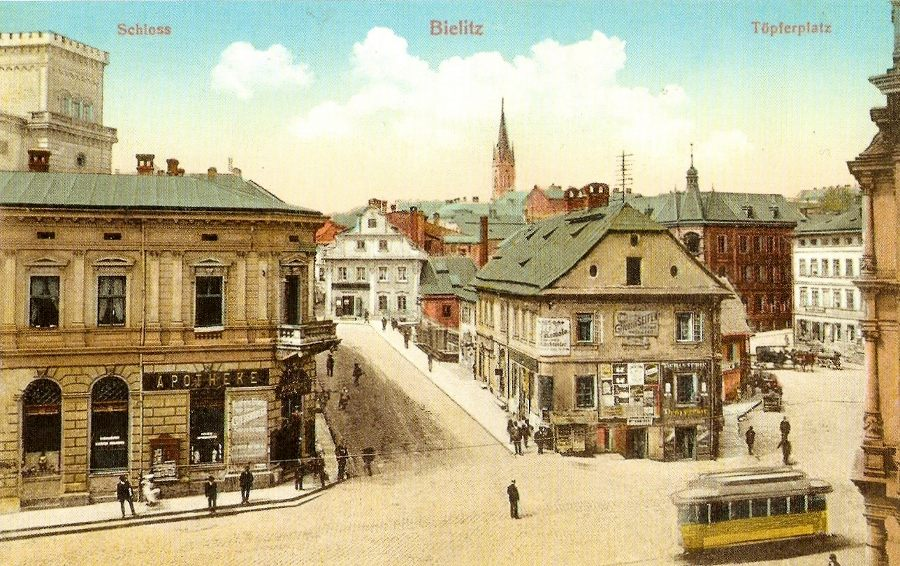
Открытка из Бельско в 1895 году.

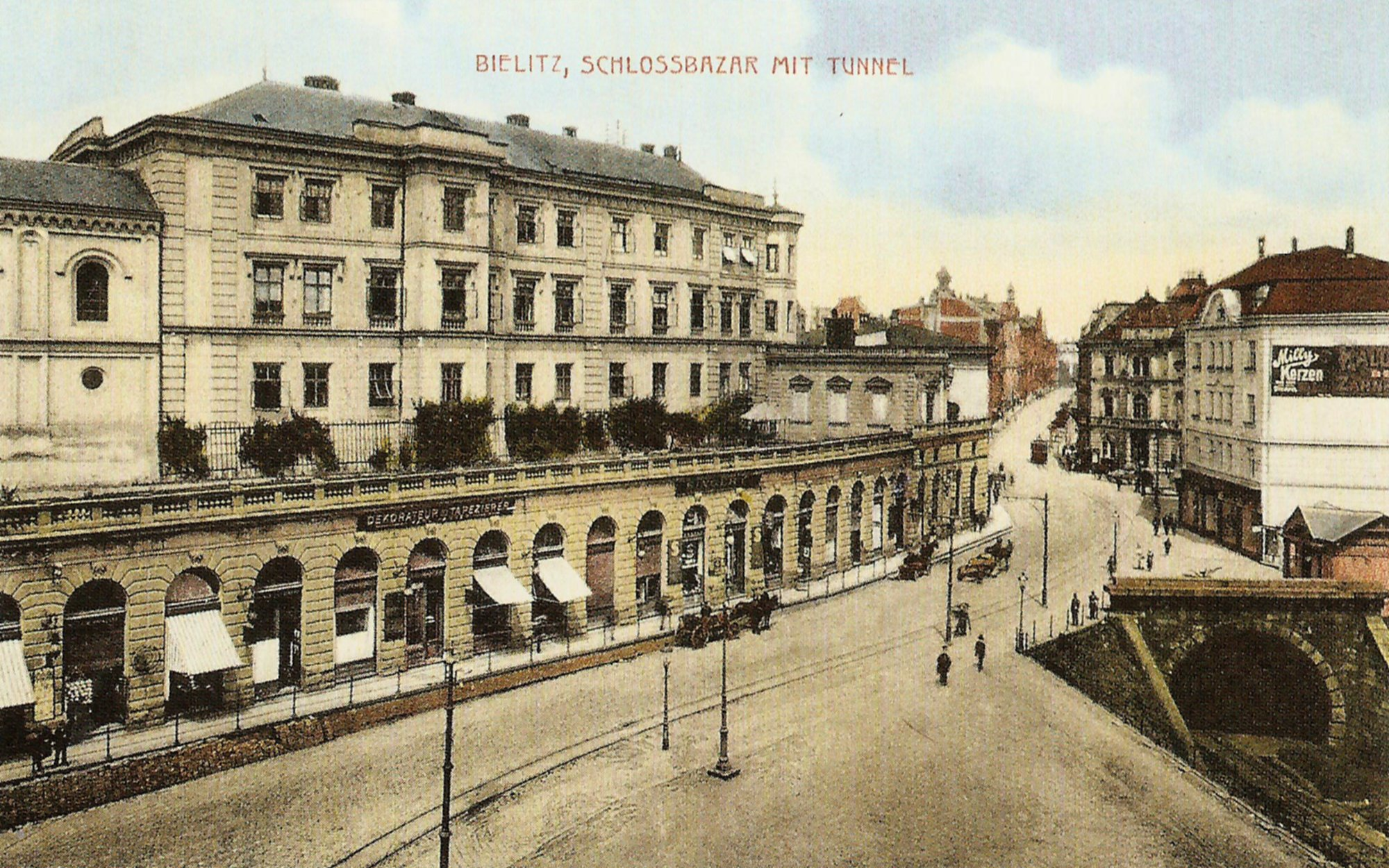
Замок Сулковских в 1915 году.

Герб города Бельско.

Бельско (нем. Bielitz, пол. Bielsko, чеш. Bílsko, сил. Bjylsko) — исторический город в Тешинской Силезии, известный центр промышленности, в 1951 году соединён с соседним городом Бяла Крапковская в один город Бельско-Бяла.
Первые упоминания о городе появились в 1312 году. В XVII и XVIII веках город остался главным центром ремесла в Тешинском герцогстве, делали здесь самое хорошее сукно в Силезии и Чехии, экспортируемое в много стран. В 1750 году возникли в Бельско первые мануфактуры. Развитию промышленности и торговли способствовало положение города на границе Австрии, Польши и Пруссии. В 1752 году граф Александр Сулковский, первый министр Августа III купил Бельско, в 1754 году получил от императрицы Марии Терезии титул герцога и таким образом в период 1754—1848 годов город был столицей отдельного Бельского герцогства (лат. Ducatus Bilicensis, нем. Herzogtum Bielitz), пока эта ветвь рода Сулковских не пресеклась, после чего Бельско снова вернулось в Тешинское герцогство.
С 1775 года Бельско было связано с Веной постоянной линией дилижанса, а с 1855 года имелось железнодорожное сообщение. Во второй половине XIX века Бельско было третьим по величине центром текстильной промышленности в Австро-Венгрии. Местные ткани конкурировали с английскими изделиями, здесь были расположены несколько десятков фабрик текстильной и металлической промышленности, так что город получил прозвище Силезский Манчестер. В 1864 году начал работать газовый завод, в 1884 году коммутатор, в 1893 году электростанция, в 1895 по улицам города был пущен электрический трамвай. Новая застройка города была основана на образцах венской архитектуры. Построили новый типичный железнодорожный вокзал, замку возникли городские базары, а на их крышах сад.

## Известные уроженцы
- Александр Завадский (1798—1868) — польский природовед, биолог, ботаник.
- Вильгельм Бахнер (1912—1991) — участник еврейского сопротивления в годы Холокоста.
- Ян Котрч (1862—1943) — чешский шахматист.